# Nicolas Bal
Nicolas Bal (* 2. Juni 1978 in Saint-Martin-d’Hères) ist ein ehemaliger französischer Nordischer Kombinierer.

## Werdegang
Bal, der seit seinem zwölften Lebensjahr nordischen Skisport betreibt, gab 1996 sein internationales Debüt bei der Junioren-Weltmeisterschaft in Asiago. Dabei gewann er mit der Mannschaft im Teamwettbewerb die Silbermedaille. Am 16. März 1996 gab er in Oslo sein Debüt im Weltcup der Nordischen Kombination. Dabei erreichte er auf Anhieb den sechsten Platz im Gundersen. Bei der Junioren-Weltmeisterschaft 1997 in Canmore gewann er mit der Mannschaft die Goldmedaille. Nach zwei weiteren guten Weltcup-Ergebnissen im März 1997 und Januar 1998 gehörte er zum Kader für die Olympischen Winterspiele 1998 in Nagano. Dort gelang ihm im Einzelwettbewerb der siebente Platz. Gemeinsam mit Sylvain Guillaume, Fabrice Guy und Ludovic Roux gewann er im Teamwettbewerb die Bronzemedaille. Ein Jahr später verpasste Bal bei der Nordischen Skiweltmeisterschaft 1999 in Ramsau am Dachstein im Gundersen wie auch mit dem Team jeweils mit dem vierten Platz die Medaillenränge nur knapp. Im Sprint wurde er Elfter. Nach weiteren guten Weltcup-Ergebnissen beendete er die Saison 1998/99 als erfolgreichste seiner Karriere auf dem 20. Platz in der Weltcup-Gesamtwertung. Nach eher abfallenden Leistungen in den folgenden Jahren startete er 2001 zwischenzeitlich im B-Weltcup, konnte sich aber im Anschluss daran wieder im Weltcup-Kader platzieren. Bei den Olympischen Winterspielen 2002 in Salt Lake City erreichte er mit dem Team den 6. Platz. Im Einzel von der Normalschanze erreichte Bal Platz zehn, von der Großschanze Platz 18. In der Saison 2002/03 konnte Bal noch einmal zu alten Leistungen zurückfinden und erreichte in der Sprintweltcup-Gesamtwertung den 21. Platz. Im Anschluss daran gelangen ihm zwar noch regelmäßig Platzierungen in den Punkterängen, jedoch konnte er seine alten Leistungen nicht mehr erreichen. Bei den Olympischen Winterspielen 2006 in Turin landete er gemeinsam mit François Braud, Ludovic Roux und Jason Lamy Chappuis im Teamwettbewerb auf dem fünften Platz. Im Sprint erreichte Bal Platz 27, im Gundersen Platz 31. Nach einer weiteren Saison beendete Bal 2007 seine aktive Karriere.

## Statistik

### Teilnahmen an Olympischen Winterspielen
| Jahr und Ort        | Wettbewerb | Wettbewerb | Wettbewerb |
| Jahr und Ort        | Gundersen  | Sprint     | Team       |
| ------------------- | ---------- | ---------- | ---------- |
| 1998 Nagano         | 07.        | –          | 03.        |
| 2002 Soldier Hollow | 10.        | 18.        | 06.        |
| 2006 Pragelato      | 31.        | 27.        | 05.        |

### Platzierungen bei Weltmeisterschaften
| Jahr und Ort    | Wettbewerb | Wettbewerb | Wettbewerb |
| Jahr und Ort    | Gundersen  | Sprint     | Team       |
| --------------- | ---------- | ---------- | ---------- |
| 1999 Ramsau     | 04.        | 11.        | 04.        |
| 2003 Pragelato  | 16.        | 12.        | 07.        |
| 2005 Oberstdorf | 13.        | 15.        | 07.        |

### Weltcup-Platzierungen
| Saison  | Platz | Punkte |
| ------- | ----- | ------ |
| 1995/96 | 29.   | 266    |
| 1996/97 | 40.   | 189    |
| 1998/99 | 20.   | 511    |
| 1999/00 | 33.   | 302    |
| 2000/01 | 62.   | 019    |
| 2001/02 | 34.   | 340    |
| 2002/03 | 22.   | 182    |
| 2003/04 | 49.   | 055    |
| 2004/05 | 21.   | 197    |
| 2005/06 | 53.   | 042    |
| 2006/07 | 39.   | 077    |